# Dorf modern
Dorf modern war ein monatlich ausgestrahltes Landwirtschaftsmagazin im Fernsehen der DDR mit Themen rund um die Landwirtschaft und Agrarpolitik der DDR. In der halbstündigen Sendung wurden Berichte über das Leben und die Kultur der auf dem Land lebenden Bevölkerung berichtet. Der Sendeplatz von Dorf modern war samstags am frühen Nachmittag. Die letzte Folge wurde am 10. August 1978 ausgestrahlt.